# Holland (Indiana)
Pour les articles homonymes, voir Holland.
Holland est une municipalité américaine située dans le comté de Dubois en Indiana. Lors du recensement de 2010, sa population est de 626 habitants.

## Géographie
Holland se trouve dans le sud-ouest de l'Indiana.
Selon le Bureau du recensement des États-Unis, la municipalité s'étend en 2010 sur une superficie de 0,32 mille carré (0,83 km2).

## Histoire
Les premiers habitants européens de la région sont des Germano-Américains, qui fondent les villages de Ladbergendish et Osnabruckish  à la fin des années 1830. Le commerçant Henry Kunz s'implante à l'intersection des deux villages sur la route entre Huntingburg et Boonville.
Le bureau de poste de Holland ouvre en 1856 et Kunz fonde la ville en 1859,. La ville est nommée d'après la Hollande, où de nombreux immigrés allemands ont travaillé avant d'atteindre les États-Unis. Elle se développe grâce à l'agriculture.